# Koen Lenaerts
Koen Lenaerts (Mortsel, 1954. december 20. –) belga jogász, Az Európai Unió Bírósága elnöke. Emellett a Leuveni Katolikus Egyetem professzora, valamint tagja volt a Coudenberg csoport nevű belga föderalista agytrösztnek.
2021 végén a Politico Europe Európa legbefolyásosabb embereinek éves rangsorában a „cselekvők” kategória 7. helyére tette. Bár az Európai Unió Bírósága elnökeként maga kevés ügyben ítélkezik, a szimbolikus jogállamisági vagy trösztellenes ügyek miatt gyakran van reflektorfényben. 2020-ban és 2021-ben a bíróság hatásköre, az uniós jog nemzeti jog feletti elsőbbsége is többször megkérdőjeleződött, a német és a lengyel alkotmánybíróság döntései nyomán. Az Európa-barát Lenaerts kiállt az uniós jogot biztosító független nemzeti bíróságok mellett.